# تل نيسانا

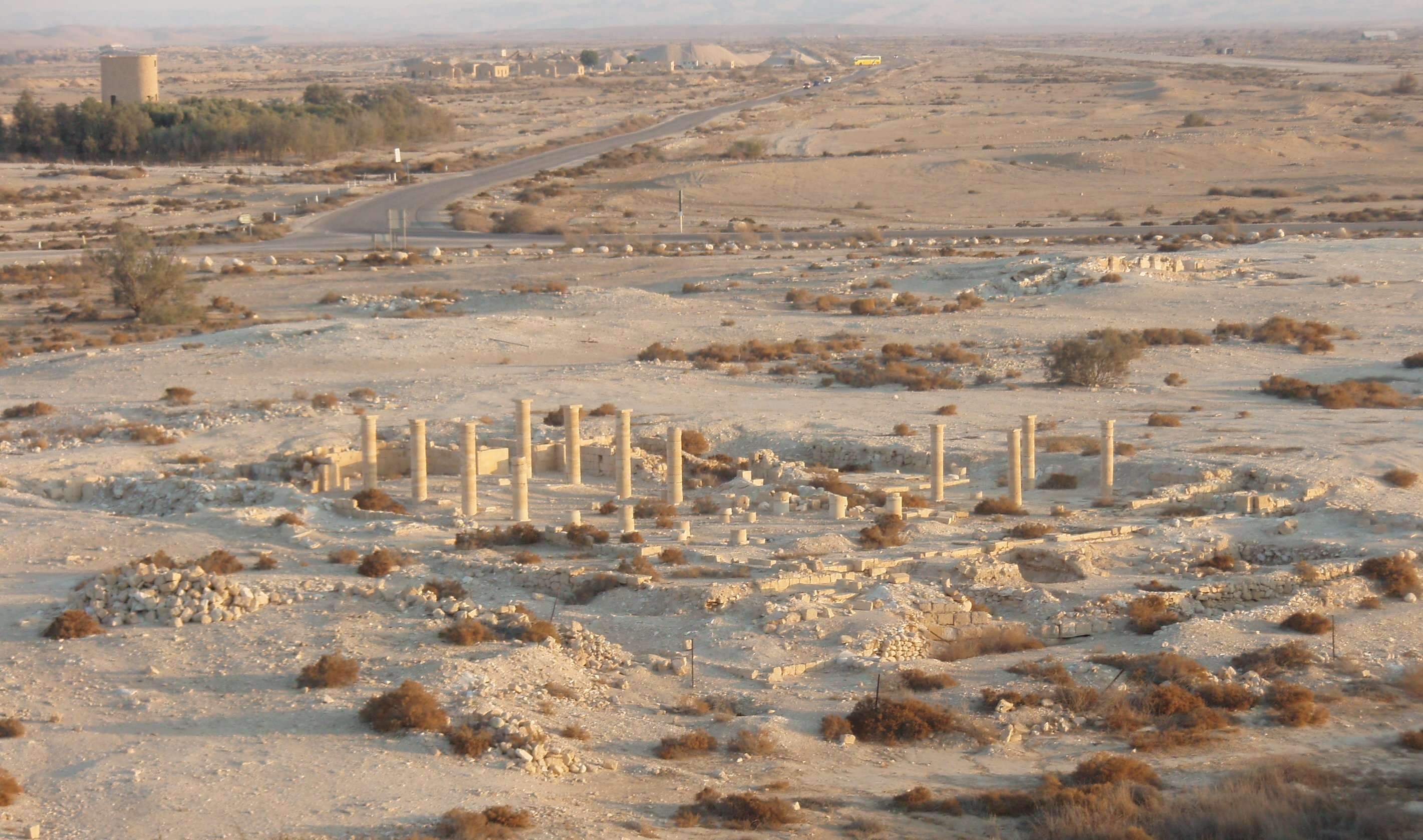
تل نيسانا

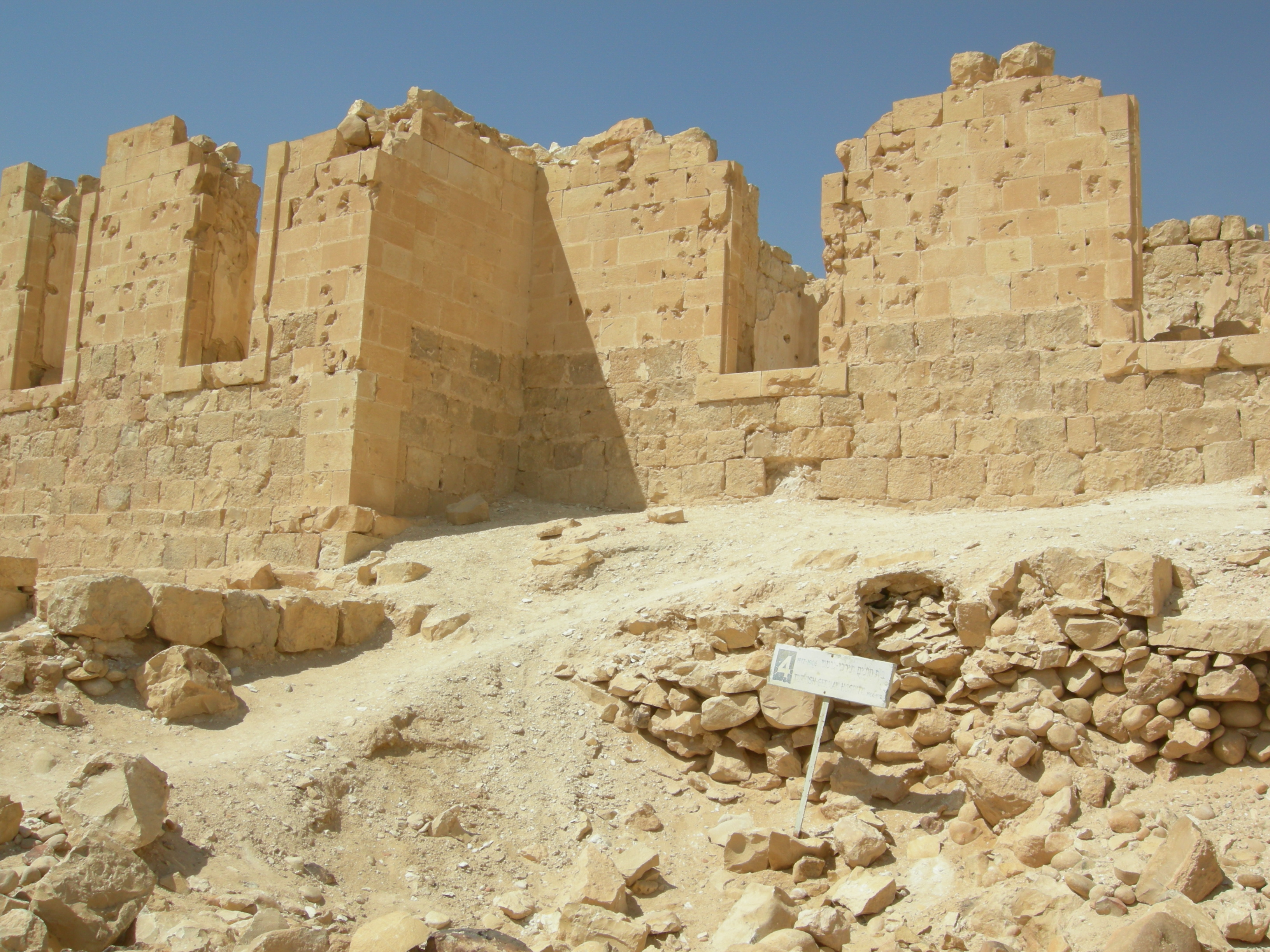
مستشفى ألماني تركي (1906-1917)، بني على أنقاض معسكر نيسانا العسكري البيزنطي.

تل نيتسانا هو تلة أثرية قديمة في فلسطين موقع نزانا القديمة (Νιζάνα) أو نيسانا. يقع على الحدود مع شبه جزيرة سيناء في المنطقة المجاورة مباشرة لمستوطنة نيتسانا [الإنجليزية] (ניצנה). 

## تاريخ البحث
جرت الحفريات الأولى بين عامي 1935 و 1937 تحت إشراف كولت Harris Dunscombe Colt. في صيف عام 1986، بدأ أورمان Dan Orman وشيريفسكي Joseph Shereshevsky في حفر بقايا القرية . خلال الحفريات، تم الكشف عن أسس المباني السكنية، وأدراج إلى أعلى التل وكنيسة ومصلى. اليوم تم تعيين المنطقة كمنتزه وطني .

## التاريخ
تعود جذور أقدم تاريخ سكن في الموقع إلى القرن الثالث قبل الميلاد، إذ كان مدينة نبطية.
كان الموقع نقطة تجارية على الطريق من إيلات إلى غزة. في وقت مبكر من القرن الثاني الميلادي حول الإمبراطور هادريان الطريق التجاري من إيلات إلى دمشق. ومع ذلك، نمت نيسانا تحت الحكم البيزنطي . في أواخر القرن الثالث الميلادي. جرى توسيع القلعة بإسطبلات للخيول والجمال. في القرن الرابع الميلادي جرى تحصين الكنيسة حتى الطرف الشمالي من المدينة. في القرن السابع الميلادي، إضيفت كنيسة مريمية  على بعد نحو 60 م جنوب شرق القلعة.

## لقايا البردي
خلال الحفريات من 1935 إلى 1937 في عوجة الحفير، تم العثور على مجموعة كبيرة من لفائف المخطوطات من القرنين السادس والسابع الميلادي باليونانية والعربية، تخبر عن الحياة اليومية والحياة في مجتمع ما بعد الفترة النبطية بين 505 م و 689 م. المرحلة الأخيرة من الإدارة البيزنطية والمرحلة الأولى من الإسلام العربي. من الأفضل أن توثق الكتابات ذلك أفضل من جميع الاكتشافات السابقة في هذه المنطقة من النقب. يوثق سجل الضرائب المدينة التي يبلغ عدد سكانها 1500 نسمة و فيها 116 منزلاً من عام 587 م إلى 589 م. في ذلك الوقت أعيد فتح الطريق من غزة إلى إيلات وزار الحجاج دير كاترين.
اكتشفت وثائق وشهادات خاصة ذات طابع رسمي في الغالب، بما في ذلك جزء نصي من فيرجيل ومسرد يوناني يوناني من الإنيادة ، وشظايا من إنجيل يوحنا ( Papyrus 59 ) ولقايا من أرشيف الكنيسة من أوائل القرن 7 م. وكذلك الأوراق الشخصية لجورجيوس، ابن باتريكيوس ومحفوظات وحدة عسكرية، (Numerus der treuesten Theodosianer) . تظهر أبحاث الاسماء أن معظم سكان المدينة أنباط، و صارت خلال القرن الأول مسيحية ورومية. كما توثق البرديات سيطرة البطريرك البيزنطي على الحكم. تُعرف العديد من أسماء الأماكن في النقب حصريًا من هذه الكتابات. يصف أحد أحدث المخطوطات العملة المسطزطة في عهد عبد الملك ، الذي استبدلت خلافته الهيمنة الرومية بالقوة العسكرية.
بعد ظهور الإسلام، انخفض عدد السكان بشكل مطرد حتى خجرت المدنية نهائيًا في القرن الثامن.

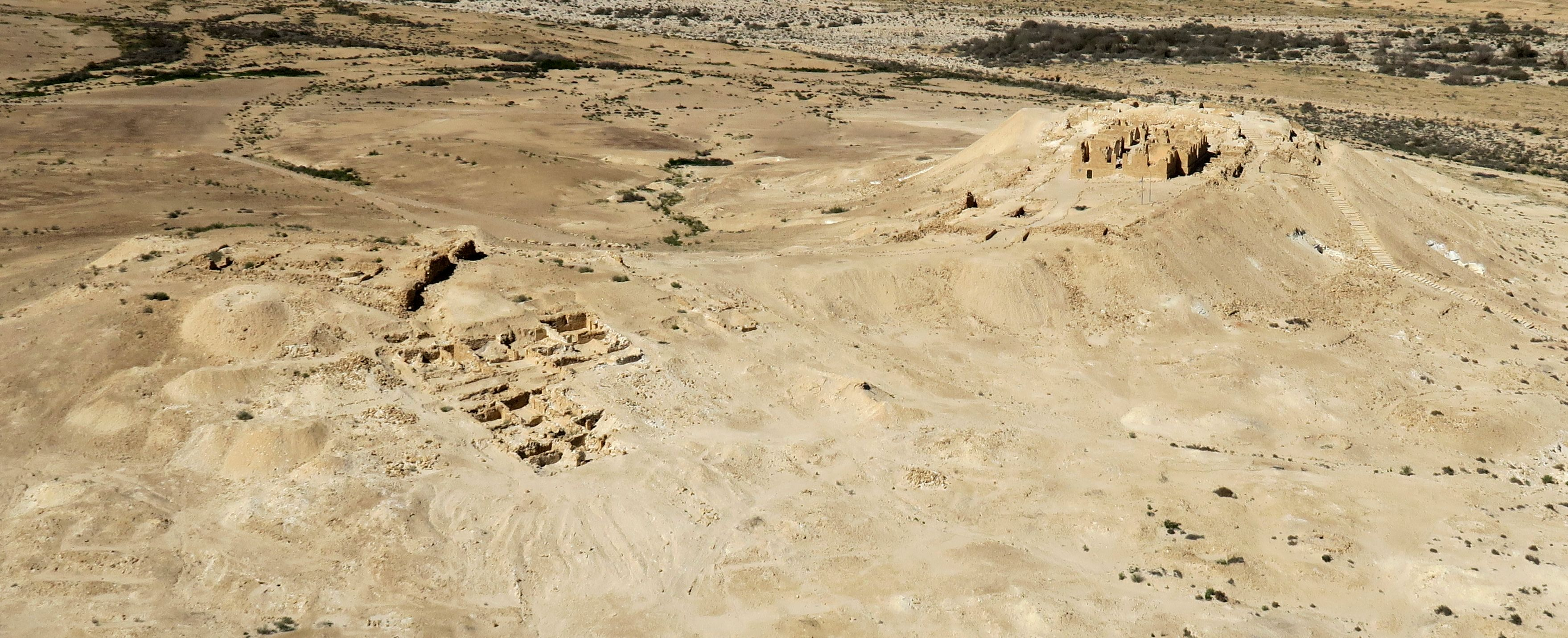
منظر عام للموقع

## أدبيات
- حفريات نيسانا (عوجا حفير، فلسطين)
  - المجلد .1: Harris Dunscombe Colt (ed. ) ، مطبعة جامعة برينستون، برينستون 1962.
  - المجلد 2: ليونيل كاسون ، إرنست ل. هيتيش: البرديات الأدبية. مطبعة جامعة برينستون، برينستون 1950.
  - المجلد 3: Casper J. Kraemer: البرديات غير الأدبية. مطبعة جامعة برينستون، برينستون 1958.
- دان أورمان (أد. ): نيسانا. الحفريات والدراسات. المجلد 1 ، جامعة بن غوريون للصحافة النقب، القدس 2004.

## هوامش
1. ↑  Irfan Shahîd: Byzantium and the Arabs in the Fifth Century. Dumbarton Oaks, Washington 1989, S. 143: III The Nessana Papyri.
2. ↑  Excavations at Nessana (Auja Hafir, Palestine) Bd. 2: Lionel Casson, Ernest L. Hettich: Literary papyri. Princeton University Press, Princeton 1950; Bd. 3: Casper J. Kraemer: Non-literary papyri. Princeton University Press, Princeton 1958; kurze Zusammenfassungen in Jodi Magness: The Archaeology of the Early Islamic Settlement in Palestine. Bd. 1:. Agriculture in the Nessana papyri. 2003, S. 90 ff.; Irfan Shahid: Byzantium and the Arabs in the Fifth Century. Dumbarton Oaks, Washington 1989, S. 143.
3. ↑  Irfan Shahid: Byzantium and the Arabs in the Fifth Century. Dumbarton Oaks, Washington 1989, S. 143 (Online bei Google Books.) نسخة محفوظة 9 مارس 2014 على موقع واي باك مشين.
4. ↑  Eva R. Hoffman: Late Antique and Medieval Art of the Mediterranean World. Wiley, 2007, S. ?.

30.8760134.43263Koordinaten: 30° 52′ 33,6″ N, 34° 25′ 57,5″ O